# Преамбула
Преа́мбула в праве (фр. préambule, от позднелат. praeambulus — идущий впереди чего или кого-либо, предшествующий, ср. лат. preambulo — предшествую) — вводная или вступительная часть нормативного акта. 
К нормативным актам, имеющим преамбулу, относятся указы, законы, постановления. Обычно в преамбуле в концентрированной форме излагаются цели, задачи и принципы нормативного акта, указываются условия, обстоятельства, мотивы и другие исходные установки, послужившие поводом для его создания. Преамбула является важной частью нормативных актов. В преамбуле также может указываться сфера распространения нормативного акта.
Преамбула — вводная часть какого-либо важного акта, международного договора, содержащая указания на обстоятельства, послужившие поводом к изданию соответствующего акта, на его мотивы и цели.
Преамбула — вводная или вступительная часть законодательного или иного правового акта, а также декларации или международного договора. Обычно в преамбуле в концентрированной форме излагаются цели и задачи данного акта, условия, обстоятельства и мотивы, послужившие поводом для его принятия. В преамбуле международных актов, как правило, перечисляются государства — стороны данного договора, участники соглашения и т. п.

## Преамбулы по видам правовых актов
В преамбулах международных актов, как правило, перечисляются государства — стороны данного договора, участники соглашения и т. п.
Преамбулы конституций различаются по объёму и содержательности: очень короткие содержат лишь торжественную формулу провозглашения конституции, обширные излагают историю страны до принятия конституции, перспективы развития, принципы государственной политики (например, преамбула Конституции РСФСР 1978 года).
В преамбуле гражданско-правового договора указываются место и время его заключения, фирменные наименования сторон и местонахождение контрагентов, даётся определение сторон как контрагентов («Продавец» — «Покупатель» и т. п.).